# Leptogorgia setacea
Leptogorgia setacea is een zachte koraalsoort uit de familie Gorgoniidae. De koraalsoort komt uit het geslacht Leptogorgia. Leptogorgia setacea werd in 1766 voor het eerst wetenschappelijk beschreven door Pallas. 